# Jaskinia Mechata

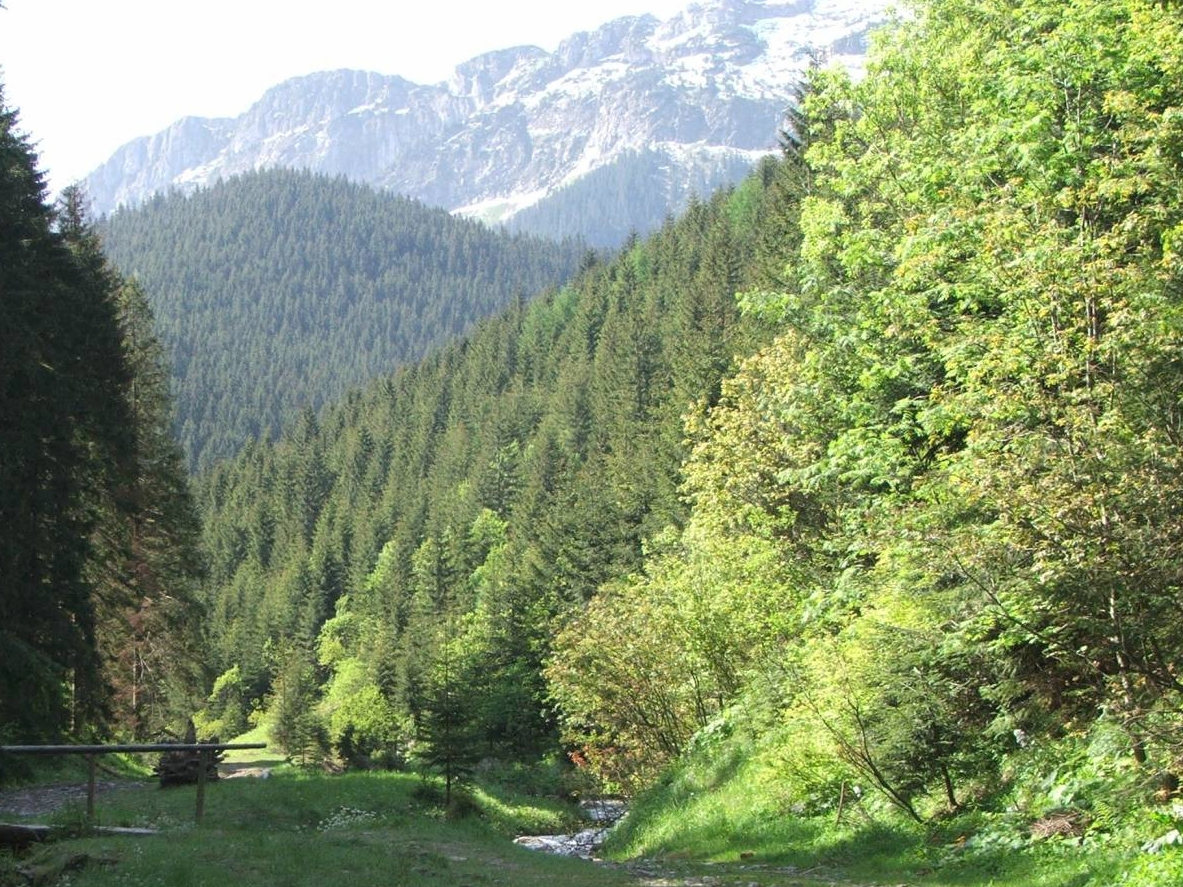
Dolina Lejowa. Na wprost północne zbocze Kominiarskiego Wierchu

Jaskinia Mechata – jaskinia w Dolinie Lejowej w Tatrach Zachodnich. Wejście do niej położone jest w północnym zboczu Kominiarskiego Wierchu, w pobliżu Awenu Odpękniętych Nacieków, kilkanaście metrów powyżej jaskini Suchy Biwak, na wysokości 1710 metrów n.p.m. Długość jaskini wynosi 66 metrów, a jej deniwelacja 18 metrów.

## Opis jaskini
Otwór wejściowy duży, eksponowany w kierunku północnym. Główny ciąg idzie w kierunku południowo-zachodnim.. Jaskinię stanowi wysoki korytarz ciągnący się od otworu wejściowego do 2,3-metrowej studzienki z krótkim ślepym korytarzykiem zaczynającym się w jej dnie. Po drodze trzeba pokonać dwa prożki oraz wysoki 3,4-metrowy próg. Za nim znajduje się wejście do małej salki. Stąd idzie się do obszernej sali z wantami leżącymi na dnie. Dalej ciasny już korytarz prowadzi do końcowej studzienki. Szata naciekowa jaskini interesująca, zwłaszcza w głównym ciągu. Najliczniej reprezentowane są pokrywy kalcytowe na ścianach. W "Kominie" ładne kaskady naciekowe.

## Przyroda
Ściany jaskini są mokre. W końcowej studzience lód tworzy polewy i stalaktyty.
W korytarzu za otworem ściany są pokryte mchem. Stąd nazwa jaskini.

## Historia odkryć
Jaskinię odkryli latem 1966 roku członkowie Sekcji Grotołazów z AKT Poznań.